# W (nationalpark)
 For alternative betydninger, se W (flertydig). (Se også artikler, som begynder med W)
W nationalparken  er en stor nationalpark i grænseområdet mellem Niger, Benin og Burkina Faso. Parken ligger omkring nogle meandrer i Nigerfloden som er formet som bogstavet W.
Nationalparken blev vedtaget oprettet i 1954, og omfatter 10.000 km². En stor del af parken ligger i regionen Tillabéri i Niger, men den strækker sig også ind i Benin og Burkina Faso. Nationalparken er stort set ubeboet område, men fulanier, som er nomader, flytter sine dyreflokke gennem parken. Parkens område i Niger blev i 1996 erklæret som verdensarvsområde. Burkina Faso nominerede sin del af parken til verdensarvstatus i 2004, og Benin har fulgt efter. Et område på 94.070 km² blev i 2020 udpeget som biosfærereservat under UNESCOs Man & Biosphere program
Parken ligger mellem 180 og 338 moh., og tilhører klimatisk set det tørre Sahelbælte. Der falder mellem 500 og 800 mm årlig nedbør, det meste under sommermonsunen.
Beskyttelsen af parken er begrundet med at landskabet viser resultaterne af et langvarigt interaktiv samvirke mellem natur og mennesker. Parken er Vestafrikas vigtigste habitat for vilde hovdyr. Parken er også et Ramsarområde, på grund af vådområdenes betydning som fuglehabitat. Parken er omgivet af en række andre fredede landskabsområder, hvilket øger områdets biologiske betydning for de berørte arter, og områdets værneværdi.

## Fauna
Nationalparken er kendt for sine pattedyr, blandt andet jordsvin, bavianer, kafferbøffel (Syncerus caffer), caracal, gepard, elefant, flodhest, leopard, løve, serval og vortesvin.

## Eksterne kilder og henvisninger
1. ↑  W Region Benin/Burkina Faso/Niger unesco.org hentet 12. oktober 2024

- UNEP World Conservation Monitoring Centre: faktaark

- Wikimedia Commons har flere filer relateret til W (nationalpark)